# Ignacy Góra
Ignacy Góra (ur. 17 września 1962) – polski urzędnik państwowy, z wykształcenia doktor inżynier.
W latach 2013–2016 wiceprezes Urzędu Transportu Kolejowego ds. techniki i bezpieczeństwa ruchu kolejowego. Od 2016 r. pełni funkcję prezesa Urzędu Transportu Kolejowego. 24 czerwca 2022 r. powołany na drugą pięcioletnią kadencję na tym stanowisku.

## Życiorys zawodowy
Ukończył Politechnikę Krakowską, kierunek mechanika i budowa maszyn – specjalność pojazdy szynowe oraz organizacja i zarządzanie przedsiębiorstwem, a także studia podyplomowe: na Politechnice Śląskiej (Zintegrowane Systemy Zarządzania Bezpieczeństwem), Politechnice Krakowskiej (Nowoczesne Technologie Elektryczne w Transporcie), Politechnice Radomskiej (Integracja z UE w Transporcie Kolejowym) oraz na Akademii L. Koźmińskiego w Warszawie (Europejski Model Zarządzania). W 2018 uzyskał tytuł naukowy doktora nauk technicznych w dziedzinie Transport.
Od początku kariery zawodowej jest związany z branżą kolejową. Jest autorem i współautorem wielu przepisów w zakresie bezpieczeństwa, eksploatacji i interoperacyjności oraz rozporządzeń dotyczących m.in. szkolenia na licencje i świadectwo maszynisty.
Posiada duże doświadczenie w tworzeniu założeń systemowych w zakresie poprawy organizacji pracy. W październiku 2013 objął stanowisko wiceprezesa Urzędu Transportu Kolejowego. W lutym 2016 został pełniącym obowiązki prezesa UTK, natomiast 24 listopada został powołany na stanowisko prezesa UTK.
W związku z nowelizacją ustawy o transporcie kolejowym, która weszła w życie 30 grudnia 2016, 3 lutego 2017 Prezes Rady Ministrów ogłosiła nabór na stanowisko prezesa Urzędu Transportu Kolejowego. Wyniki naboru ogłoszono 24 marca 2017. 30 marca 2017 Ignacy Góra został powołany na prezesa UTK na nowych zasadach. W czasie pięcioletniej kadencji Prezes UTK jest nieodwoływalny i podlega bezpośrednio Prezesowi Rady Ministrów.
W czerwcu 2016 i ponownie w październiku 2021 został powołany w skład Rady ds. Akredytacji przy Polskim Centrum Akredytacji. Jest inspiratorem „Deklaracji w sprawie rozwoju kultury bezpieczeństwa w transporcie kolejowym”. Jej celem jest promowanie zachowania poprawiającego bezpieczeństwo. To także forma wyróżniania przedsiębiorców, którzy przyczyniają się do podnoszenia bezpieczeństwa w transporcie kolejowym. W kwietniu 2017 UTK pozyskał środki z Programu Operacyjnego Infrastruktura i Środowisko na „Kampanię Kolejowe ABC”, która ma na celu poprawę bezpieczeństwa dzieci na terenach kolejowych. Inicjuje rozwiązania służące udzielaniu większej pomocy osobom z niepełnosprawnościami, np. skrócenie 48-godzinnego czasu powiadamiania o potrzebie udzielenia pomocy, czy „Ekspertyza w zakresie dostępności kolejowych obiektów obsługi podróżnych z niepełnosprawnościami oraz ograniczoną możliwością poruszania się”. 1 lutego 2017 powołał Rzecznika Praw Pasażera Kolei. Jest uczestnikiem wielu konferencji i seminariów na temat bezpieczeństwa, techniki i regulacji transportu kolejowego.

## Nagrody i wyróżnienia
W 2013 otrzymał odznakę honorową „Zasłużony dla Transportu Rzeczypospolitej Polskiej”.
W 2017 został laureatem nagrody „Lwy Koźmińskiego” w kategorii Administracja.